# Owczary (województwo zachodniopomorskie)
Owczary – osada w Polsce położona w województwie zachodniopomorskim, w powiecie szczecineckim, w gminie Grzmiąca.

## Historia
Osada powstała na majątku folwarku w Storkowie (niem. Storkow) w XVIII wieku i nosiła nazwę Neuschäferei. 30 września 1928 roku osada w większości została sprzedana i przeszła do rąk miejscowości Przeradz (niem. Eschenriege). W czasie sprzedaży właścicielem Neuschäferei był (lub stał się) Ernest Goetze. Po zakończeniu 2 wojny światowej osada zmieniła nazwę na Owczary. W latach 1954-1968 miejscowość była częścią gromady Iwin.